# بيتر كراليرت
بيتر كراليرت (بالتشيكية: Petr Kralert)‏ مواليد 20 أكتوبر 1979 في براغ، هو لاعب كرة مضرب تشيكي سابق بدأ مسيرته كمحترف سنة 1997 وكان يلعب باليد اليمنى، اعتزل اللعب في 2007. أعلى تصنيف له في الفردي كان المركز الـ 138 في سنة 2000. أعلى تصنيف له في الزوجي كان المركز الـ 321 في سنة 2004.

## النهائيات

### الفردي: (2)
| الرقم | السنة | الدورة                   | الأرضية | المنافس في النهائي | النتيجة في النهائي      |
| ----- | ----- | ------------------------ | ------- | ------------------ | ----------------------- |
| 1.    | 1999  | جرانبي, كندا             | صلبة    | مارك نولز          | 6–4, 6–7(2–7), 7–6(9–7) |
| 2.    | 2001  | مدينة هو تشي منه, فيتنام | صلبة    | سواندي سواندي      | 6–2, 2–6, 6–4           |

## روابط خارجية
- بيتر كراليرت على موقع رابطة محترفي التنس (الإنجليزية)
- بيتر كراليرت على موقع الاتحاد الدولي لكرة المضرب (الإنجليزية)
- بيتر كراليرت على موقع كأس ديفيز (الإنجليزية)
- بيتر كراليرت على موقع خلاصة التنس.كوم (الإنجليزية)